# Interstate 95
Interstate 95 eller I-95 är en del av Interstate Highway System och är en av USA:s viktigaste vägar. Den går längs den folkrika östkusten och passerar städer som Miami, Washington, D.C., Baltimore, Philadelphia, New York och Boston. 
I-95 är en av de mest trafikerade vägarna i USA och är ett välkänt begrepp bland befolkningen.

## Delstater och orter som vägen passerar (från norr till söder)
- Maine (487,95 km)
  - Bangor
  - Portland
- New Hampshire (25,93 km)
  - Portsmouth
- Massachusetts (147,98 km)
  - Amesbury
  - Newburyport
  - Peabody
  - Newton (Bostons storstadsområde)
  - Attleboro
- Rhode Island (68,17 km)
  - Pawtucket
  - Providence
- Connecticut (179,55 km)
  - New London
  - New Haven
  - Bridgeport
  - Norwalk
  - Stamford
- New York (37,82 km)
  - New York
- New Jersey (143,22 km)
  - Newark
  - Elizabeth
  - New Brunswick
- Pennsylvania (71,21 km)
  - Philadelphia
- Delaware (37,71 km)
  - Wilmington
- Maryland (177,04 km)
  - Baltimore
- District of Columbia (0,18 km)
- Virginia (287,64 km)
  - Alexandria
  - Richmond
  - Petersburg
- North Carolina (291,87 km)
  - Fayetteville
- South Carolina (319.87 km)
  - Florence
- Georgia  (180,25 km)
  - Savannah
- Florida (615,01 km)
  - Jacksonville
  - Daytona Beach
  - Fort Lauderdale
  - Miami

## Galleri

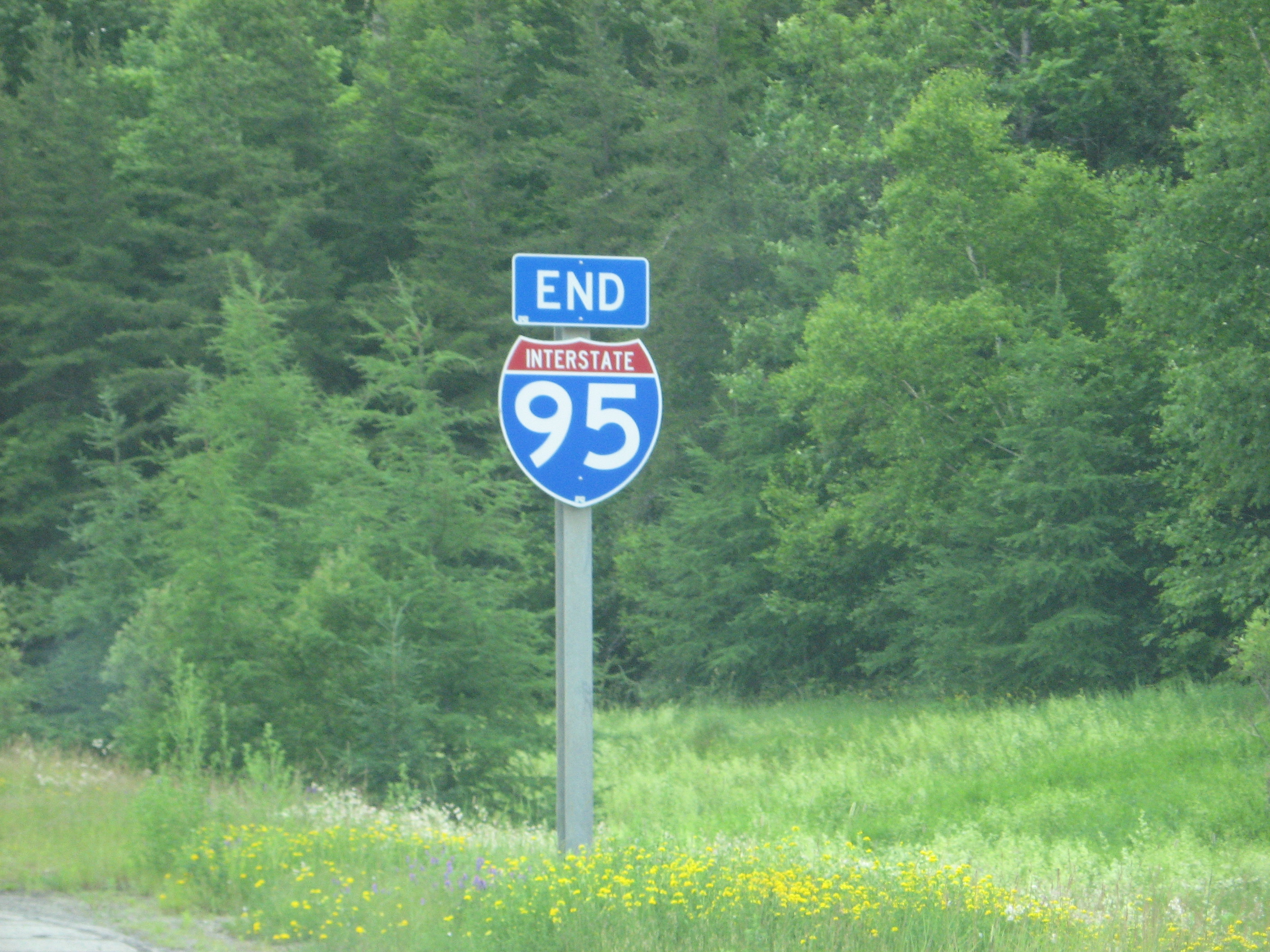
Vägens slutpunkt i norr vid gränsen till Kanada.
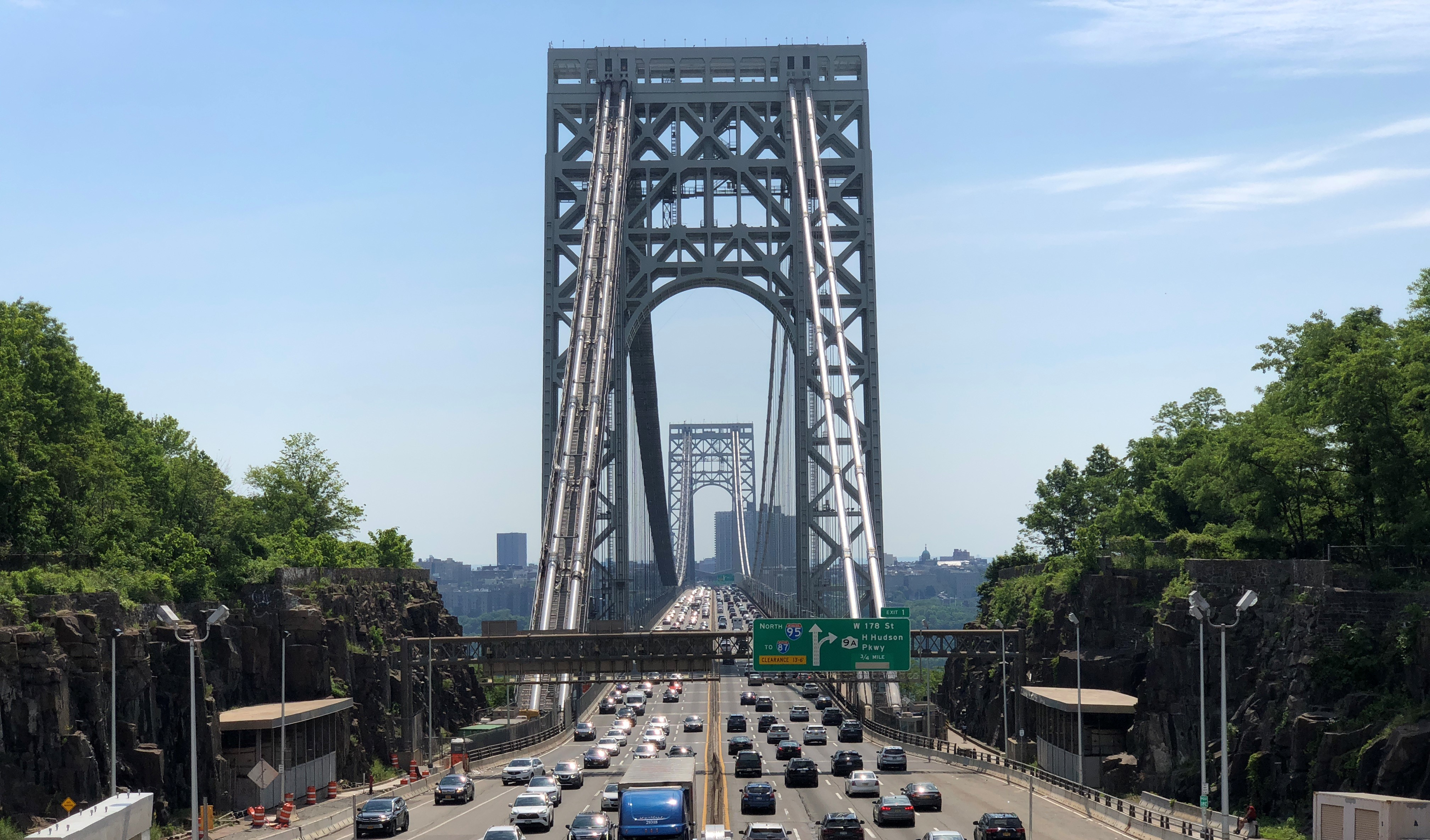
På George Washington Bridge går I-95 över Hudsonfloden och gränsen mellan delstaterna New York och New Jersey. Vy från New Jersey-sidan.
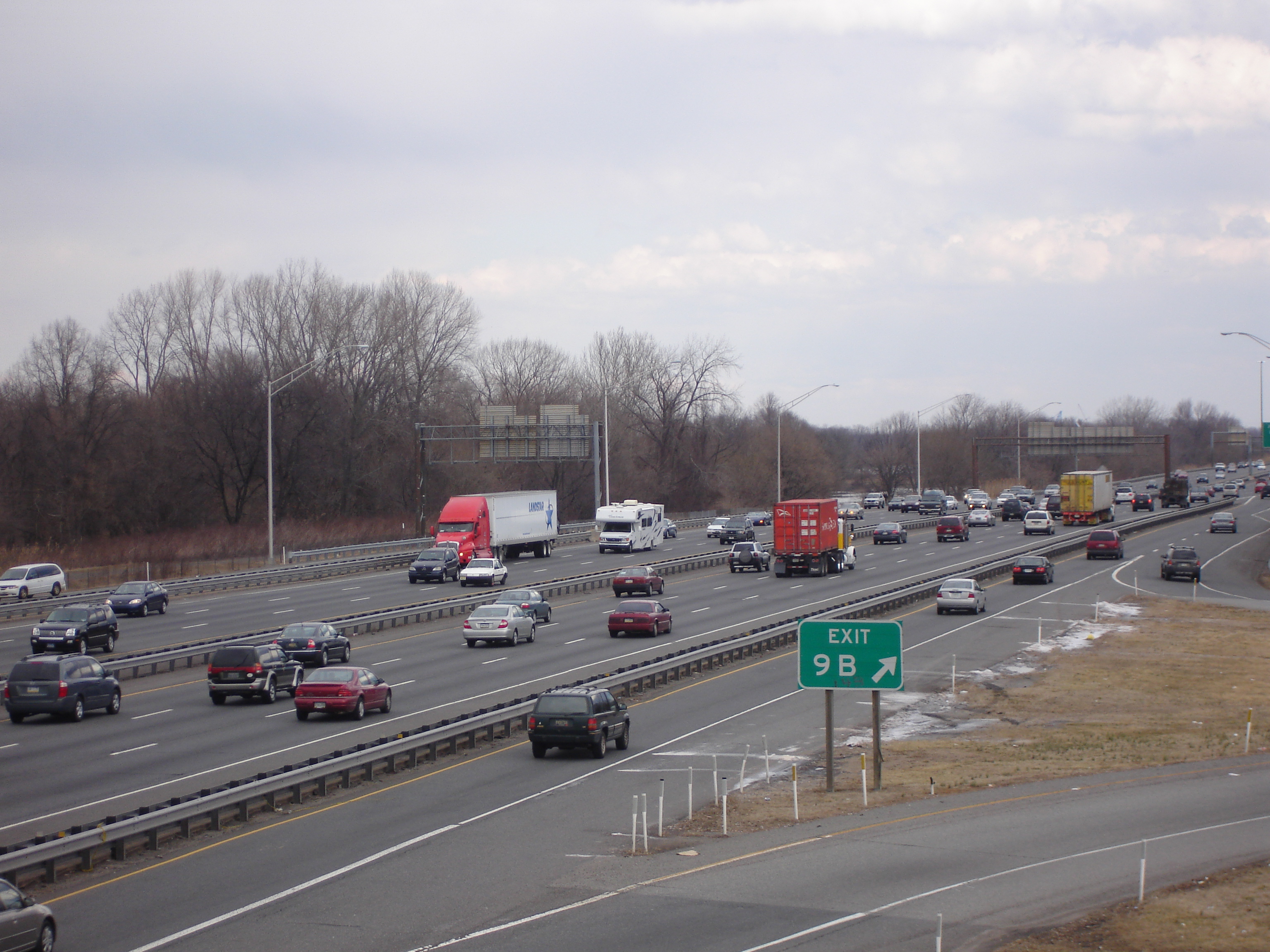
Interstate 95 sydväst om Philadelphia.
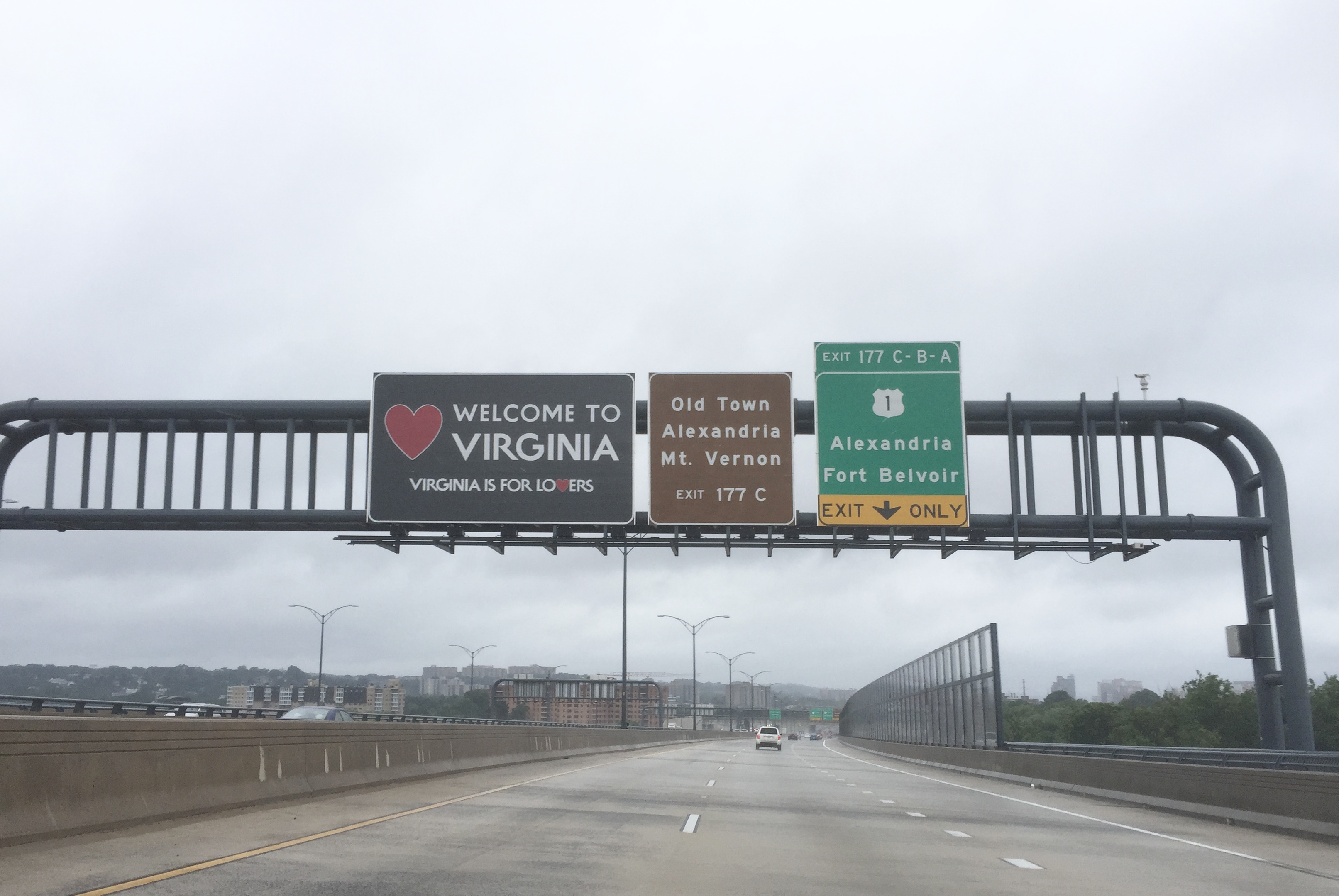
Interstate 95 i sydlig riktning på Woodrow Wilson Bridge på gränsen från Maryland till Virginia.
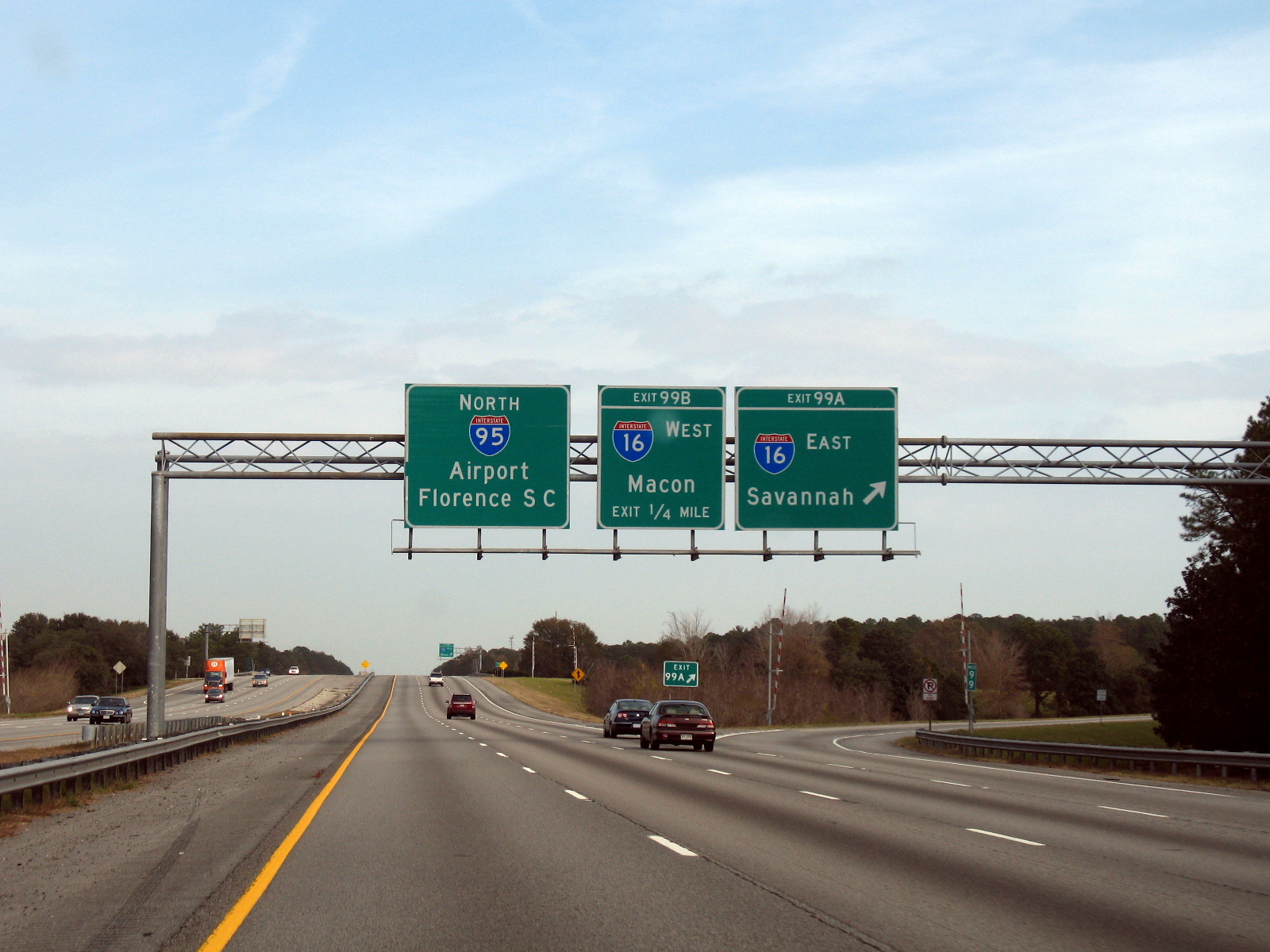
Interstate 95 i nordlig riktning med avfart till Interstate 16 vid Savannah, Georgia.
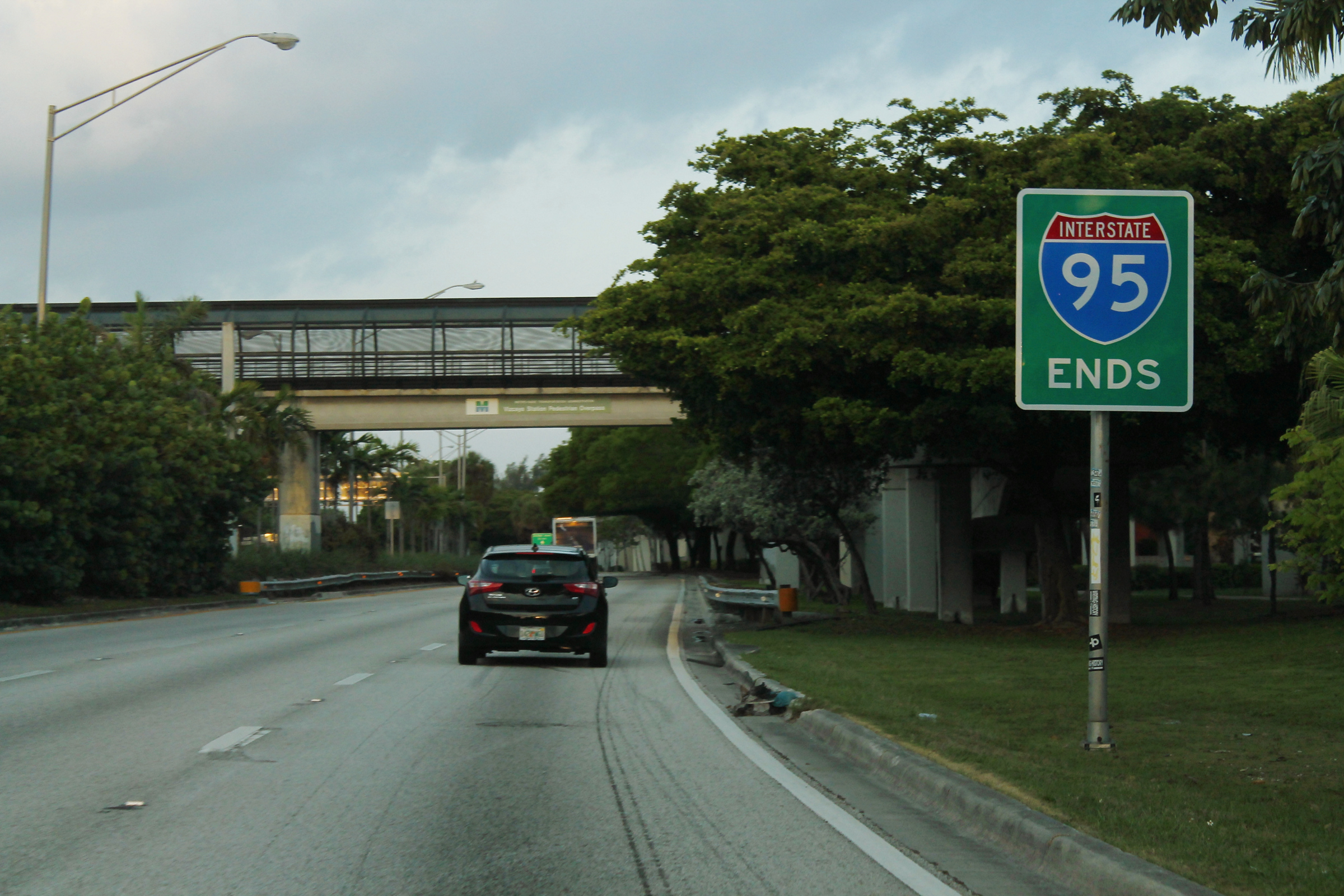
Vägens slutpunkt i söder i Miami.